# Cold Skin – Insel der Kreaturen
Cold Skin – Insel der Kreaturen (Originaltitel: Cold Skin) ist eine 2017 entstandene Horror-Mär, die auf Albert Sánchez Piñols Roman Im Rausch der Stille aus dem Jahre 2002 basiert. Regisseur des Films ist der französische Filmemacher Xavier Gens. Der Film startete am 17. August 2018 in den deutschen Kinos.
„Wer mit Ungeheuern kämpft, mag zusehn, dass er nicht dabei zum Ungeheuer wird. Und wenn du lange in einen Abgrund blickst, blickt der Abgrund auch in dich hinein.“ Dieses Zitat von Friedrich Nietzsche stellt der Regisseur Xavier Gens seinem Film voran.

## Handlung
Im Jahr 1914 reist ein junger Ire namens Friend zu einer abgelegenen Insel im Südatlantik, um dort als Wetterbeobachter zu arbeiten. Dort angekommen, erfährt er, dass sein Vorgänger an Typhus verstorben sei. Nach einem Jahr soll er wiederum abgelöst werden. Der einzige andere Bewohner der Insel ist der Leuchtturmwärter Gruner, der Friend ziemlich kalt begrüßt. Der junge gutaussehende Wetterbeobachter merkt bald, dass der Tod seines Vorgängers nicht auf Typhus zurückzuführen ist, sondern durch unbekannte Kreaturen, die nach Sonnenuntergang aus dem Meer kriechen.
Beim ersten Erkunden der Insel entdeckt er seltsame Felskreise am Strand. Als er in seine Hütte zurückkehrt, findet er das Tagebuch seines Vorgängers, in dem von fremden Kreaturen aus dem Meer die Rede ist. Kurz nachdem er darin gelesen hat, wird er in einer der ersten Nächte auf der Insel bereits von den Meereswesen angegriffen. Friend versteckt sich im Keller der Hütte und wehrt sich mit einem Messer durch die Schlitze der Bodendielen. Am nächsten Tag geht er zu Gruner, der ihn aber nicht in seinen Leuchtturm lässt. In der Hütte findet Friend zwischen dem Gepäck ein Gewehr, mit dem er sich gegen die Meereswesen verteidigen kann. Er verschanzt sich in seiner Hütte. Nach Anbruch der Dunkelheit kann Friend einen neuerlichen Angriff der Meereswesen mit dem Gewehr aufhalten. Als er sie mit einem Feuer vor der Hütte abwehren will, breiten sich die Flammen auch auf die Hütte aus. Friend muss sich in den Felsen verstecken. Die brennende Hütte wird zwar durch den einsetzenden Regen gelöscht, bleibt aber unbewohnbar.
Am nächsten Tag beobachtet er, wie Gruner den Leuchtturm verlässt. Er folgt ihm und entdeckt an einer Frischwasserquelle bei Gruner ein weibliches Exemplar der unbekannten Meereswesen. Er erfährt, dass Gruner die Kreatur zu einer Mischung aus Haustier, Dienerin und Sexobjekt gemacht hat. Er bietet Gruner Munition und andere Vorräte an, wenn er bereit wäre, ihn in seinen Leuchtturm aufzunehmen. Gruner akzeptiert dies und Friend zieht in den Leuchtturm um. Die Kreaturen greifen in der Nacht abermals an, Friend fällt jedoch während der Verteidigung des Leuchtturms in Ohnmacht. Am nächsten Morgen macht Gruner Friend klar, dass er keinen unnützen Ballast gebrauchen könne und befiehlt Friend, er solle Wasser holen. Als in der nächsten Nacht die Kreaturen wieder angreifen, sperrt ihn Gruner allein auf dem Balkon aus und deutet ihm an, dies sei seine letzte Chance, sich zu beweisen. Friend überlebt nach hartem Kampf gegen die Meereswesen die Nacht. In der Folge muss Friend verschiedene Aufgaben für Gruner erledigen, so z. B. Brennholz und Wasser holen, um seinen Platz im Leuchtturm zu behalten.
Die beiden Männer müssen sich nun die nächsten Nächte immer wieder gegen die Kreaturen wehren. Gelegentlich kommt es zu Spannungen über die Behandlung von Gruners weiblicher Kreatur, zu der Friend immer mehr Sympathie aufbaut, während Gruner diese weiterhin körperlich und sexuell missbraucht. Gruner weigert sich sogar, einem vorbei fahrenden Schiff zu signalisieren. Eines Nachts werden sie schließlich von den immer angreifenden Kreaturen fast überrannt und getötet. Sie müssen sich bis zur Morgendämmerung im Leuchtturmlicht einschließen.
In den nächsten Wochen werden die beiden nicht mehr angegriffen. Friend unternimmt Spaziergänge am Strand, sammelt Walknochen und schnitzt. Er gibt dem Meereswesen Gruners einen Namen: Aneris. Eines Tages entdeckt er am Strand ein altes Rettungsboot und fragt Gruner danach. Er erfährt, dass es sich um das Boot eines portugiesischen Schiffes handelt, das vor einiger Zeit vor der Insel gestrandet ist. Die komplette Besatzung wurde von den Meereswesen getötet. Er erfährt auch, dass die Ladung des Bootes unter anderem Dynamit enthielt. Friend überzeugt Gruner, ihn einen alten Taucheranzug benutzen zu lassen, um das Dynamit aus dem Schiff zu bergen. Die Aktion verläuft erfolgreich und die beiden Männer schaffen es, etwas Dynamit zu bergen.
Friend und Gruner planen, die Meereswesen mit dem Dynamit endgültig zu vernichten. Sie haben vor, diese in die unmittelbare Nähe des Leuchtturms zu locken, indem sie die Tür offen stehen lassen, um diese dann mit dem Dynamit in die Luft zu sprengen. Die Kreaturen greifen wie geplant an, aber Gruner schafft es nicht, die Sprengung auszulösen, so dass Friend zu ihm laufen muss, um die Drähte wieder anzuschließen und die erste Sprengung auszulösen. Die Explosion tötet eine Vielzahl der Kreaturen und Gruner löst sofort eine zweite Sprengung aus, die viel näher am Leuchtturm liegt. Beide werden dadurch bewusstlos. Am nächsten Morgen tötet Gruner die verwundeten Kreaturen und freut sich über das geglückte Ergebnis des Planes. Friend findet unterdessen bei einem der Toten eine Art Halskette und hinterfragt das Töten der Kreaturen. In der nächsten Nacht greifen die Kreaturen nicht mehr an, stattdessen ist ein trauriges Wehklagen zu hören. Friend geht noch einmal zum Strand und sieht eine jüngere Kreatur im Wasser spielend. Er baut einen Steinkreis und hinterlässt ein aus den Walknochen geschnitztes Schiff als Geschenk.
Am nächsten Tag geht Friend an den Strand und entdeckt dort wieder das junge Meereswesen, das sein Geschenk angenommen hat. Nun erscheinen viele der Kreaturen zusammen mit Aneris. Plötzlich erscheint Gruner am Strand: Friend stellt sich ihm entgegen und meint, dass die Kreaturen einen Waffenstillstand wollen. Als Gruner Aneris entdeckt und diese ihm trotz seiner Befehle nicht folgen will, läuft er wieder zurück zum Leuchtturm. Nach einiger Zeit werden die Kreaturen vom Leuchtturm aus mit Munition aus der Leuchtpistole von Gruner beschossen. Dabei wird das Junge tödlich getroffen. Die Kreaturen verlassen Friend und dieser eilt zum Leuchtturm, um Gruner zu stellen. Die beiden kämpfen miteinander. Bevor Gruner Friend mit einer Axt angreifen kann, spricht ihn Friend mit seinem richtigen Namen Aldor Vigeland (der Name des angeblich an Typhus verstorbenen Wetterbeobachters) an. Der so Angesprochene hält inne, läuft nach draußen und wird von den wartenden Kreaturen getötet.
Irgendwann später an einem Morgen landet eine Schiffsbesatzung mit der Ablösung des Wetterbeobachters auf der Insel. Man findet den halbnackten, schlafenden und völlig verwahrlosten Friend im Leuchtturm an. Man hält ihn für den Leuchtturmwärter Gruner und fragt ihn nach dem Verbleib des Wetterbeobachters Friend. Friend alias Gruner antwortet mit dem Wort „Typhus“.
In einer weiteren Szene sieht man Aneris, wie sie vom Strand aus ins Meer springt und davontaucht.

## Kritiken
„Fazit: ‚Cold Skin – Insel der Kreaturen‘ ist sowohl für Monsterfilm-Fans als auch für Anhänger philosophisch-archaischer Geschichten wie ‚Moby Dick‘ empfehlenswert – selbst wenn der letzte Kick fehlt und sich Xavier Gens damit begnügt, seine zentrale Metapher ‚nur‘ konsequent durchzuziehen.“

„Eine karge Insel, zwei Männer, viele seltsame Monster: ‚Cold Skin‘ vereint frostigen Creature Horror mit moralischer Ökofabel zu einem blutigen Fest für Fans. Vor allem atmosphärisch überzeugt die Romanverfilmung, auch wenn es ein bisschen schnell explizit wird und die Musik zu dick aufgetragen ist.“

„Basierend auf Albert Sánchez Piñols Roman ‚Im Rausch der Stille‘ erzählt Regisseur Xavier Gens (‚Frontier(s) – Kennst du deine Schmerzgrenze?‘) eine stimmungsvolle Parabel über das Aufeinandertreffen zweier verschiedener Kulturen. Ist der Mensch wirklich so zivilisiert, wie er von sich behauptet? Der düstere Monsterhorror besticht mit seinem minimalen Setting, das sich auf die Beziehung zwischen dem Wetterbeobachter, dem Leuchtturmwärter und dessen Sklavin. Besetzt sind die Hauptrollen mit David Oakes (‚Die Säulen der Erde‘) und Ray Stevenson (‚Thor: Tag der Entscheidung‘), die Sirene Aneris wird von der spanischen Darstellerin Aura Garrido (‚Stockholm‘) gespielt.“

„Cold Skin – Insel der Kreaturen liefert 105 Minuten atmosphärische Unterhaltung und überzeugende Darsteller. Sogar die visuellen Effekte können durchweg überzeugen und die Vorlage mitsamt seiner Dialoge ist über jeden Zweifel erhaben. Sicher der bisher ambitionierteste Film von Xavier Gens, aber gerade aufgrund seiner Andersartigkeit vielleicht auch der Beste.“